# Большое Дубровное
Большое Дубровное (тат. Мәһди) — село в Целинном муниципальном округе Курганской области России.

## Климат
Климат характеризуется как резко континентальный, с холодной продолжительной малоснежной зимой и жарким сухим летом. Средняя продолжительность безморозного периода составляет 113 дней. Среднегодовое количество атмосферных осадков — 397мм.

## Этимология
Село основано татарами на землях помещика Дуброва. Первым основателем являлся татарин Магди, откуда и произошло татарское название.

## История
Село основано татарами Бугульминского уезда Самарской губернии в 1880-е годы, большинство переселенцев были из деревни Туймет (ныне село Туйметкино Черемшанского района Республики Татарстан).
До 1917 года входило в состав Заманиловской волости Челябинского уезда Оренбургской губернии. По данным на 1926 год состояло из 177 хозяйств. В административном отношении являлось центром Дубровинского сельсовета Усть-Уйского района Челябинского округа Уральской области.

## Население
| 1989 | 2002 | 2010 |
| ---- | ---- | ---- |
| 397  | ↘349 | ↘333 |

По данным переписи 1926 года в селе проживал 891 человек (444 мужчины и 447 женщин), в том числе: татары составляли 99 % населения.

## Инфраструктура
В деревне действует мечеть.
При начальной школы работают кружки, в которых изучаются национальные обычаи и традиции татар, в рамках учебного курса «Основы религиозных культур и светской этики» преподаются основы исламской культуры.
Имеется дом культуры, при котором работают татарские музыкальные и танцевальные кружки, женская вокальная группа «Умырзая».